# 정읍기상대
정읍기상대는 전북특별자치도 중부내륙의 정읍시와 전북특별자치도 남부서해안의 부안군, 전라남도 중부내륙의 장성군을 관할하고 있으며, 이 지역에 대한 예보 업무와 관측업무, 기후통계와 기상민원서비스를 담당하는 기상청 광주지방기상청 소속기관이다. 전북특별자치도 정읍시 상동 362-1에 위치하고 있다.

## 연혁
- 1968년 12월 이리농업기상관측소 정읍출장소 창설
- 1985년 7월 전주측후소 정읍기상관측소로 개칭
- 1991년 12월 청사신축
- 1995년 1월 전주기상대 정읍기상관측소로 개칭
- 2008년 10월 정읍기상대로 승격(동네예보 개시)

## 주요 업무
- 전북특별자치도 중부내륙, 전북특별자치도 남부서해안, 전라남도 중부내륙 관할 예보업무
- 지상기상관측, 지진 관측, 계절관측 등
- 기상지식 보급 및 민원 업무
- 기상관측표준화 업무

## 부설기관
- 임실자동기상관측소

## 같이 보기
- 기상청
- 광주지방기상청